# Humanitarismo
Humanitarismo é uma missão social na qual o princípio é garantir o bem-estar dos seres humanos. O Humanitarismo é, por vezes, associado a caridade e filantropia, contudo, o humanitarismo é regulamentado pelo direito humanitário internacional. Dessa forma, associações humanitárias como o Comitê Internacional da Cruz Vermelha ou a Médicos sem Fronteiras, estão autorizadas a, por exemplo,  fornecer apoio humanitário durante conflitos armados sem serem hostilizados por nenhum dos combatentes.
O humanitarismo também não deve ser confundido com o humanismo. Enquanto o movimento humanista busca estudar, entender e aprimorar o homem; o humanitarismo está preocupado com a melhoria da condição humana.
Adeptos dessa filosofia, denominados humanitaristas, podem contribuir para o bem-estar da humanidade: prestando socorro médico, combatendo a fome, garantindo os direitos de prisioneiros de guerra, e etc. Entretanto, doar contribuições financeiras não é o papel de organizações humanitaristas, muito embora, a maioria dessas instituições contem com o apoio dos filantropos para se manter. Os doadores são geralmentes chamados de filantropos.

## Surgimento
Em 1859, após a batalha de Solferino, Henry Dunant, um homem de negócios e ativista social suíço, observou vinte e três mil soldados feridos e desamparados em campo de batalha. Comovido,  Dunant mobilizou os moradores das regiões próximas para prestar primeiros-socorros aos combatentes feridos. Ao regressar à Genebra, ele escreveu o livro Lembrança de Solferino, onde descreveu o que presenciou na batalha e propôs a criação de um grupo neutro e independente em todos os países para ajudar os feridos em batalha. A ideia de  Dunant foi bem aceita numa  convenção diplomática internacional que ocorreu em Genebra no ano de 1864, e acabou levando à criação da primeira convenção de Genebra que garante o auxílio aos feridos e a ajuda humanitária neutra. Ao passar dos anos, mais três convenções de Genebra foram criadas, a segunda convenção, ocorreu em 1906, e estendeu a primeira convenção aos combatentes das forças navais; a terceira convenção, ocorrida em 1929, garantiu direitos aos prisioneiros de guerra; a quarta convenção, de 1949, protege os civis de serem hostilizados em períodos de guerra.

## Organizações Humanitaristas
Existem centenas de organizações humanitárias atualmente, o website da reliefweb, possui uma lista com várias dessas organizações cadastradas. Entre algumas das maiores e mais conhecidas estão:

### Comite Internacional da Cruz Vermelha (CICV)
O Comitê Internacional da Cruz Vermelha nasceu devido à persistência de Henry Dunant na busca pela melhoria das condições dadas aos feridos em batalhas. Inicialmente, um comitê formado por: Gustave Moynier, Louis Appia, Th. Maunoir e o próprio Henry Dunant se reuniram e criaram um comitê em prol das melhorias na ajuda aos feridos em batalhas. Eles reuniram representantes de diversos países para propor a criação de sociedades neutras e independentes que dariam apoio médico aos feridos, não importando de qual lado da batalha estivessem. Posteriormente, eles conseguiram que estes governos aceitassem a primeira convenção de Genebra. Médicos e enfermeiros que prestavam os socorros utilizavam uma faixa branca padronizada com uma cruz vermelha para identificá-los e diferenciá-los das tropas inimigas em campo.

### Programa Alimentar Mundial (PAM)
O Programa Alimentar Mundial é a maior organização humanitária de combate à fome do mundo. Surgiu como um experimento da Organização das Nações Unidas, e teve como primeiro objetivo o fornecimento de alimentos aos sobreviventes do terremoto na região de Boein Zahra no norte do Irã. Após o sucesso dessa operação, o programa foi mantido. Atualmente, o PAM permanece afiliado à ONU e atende cerca de 80 milhões de pessoas em 80 países, e concentra seus esforços em assistência emergencial, alívio, reabilitação, ajuda para desenvolvimento, principalmente, mas não exclusivamente, em países vítimas de conflitos.

### Médicos Sem Fronteiras (MSF)
A organização Médicos Sem Fronteiras foi criada no final de 1971 por um grupo de jovens médicos e jornalistas franceses que, através da CICV, participaram da ajuda humanitária em Biafra durante a guerra civil da Nigéria. Os grupos de médicos que participaram da assistência afirmaram que sofreram ataques do exército nigeriano e viram civis serem mortos pelas tropas. O médicos acusaram o CICV de ter sido conivente com essas investidas e decidiram começar uma nova organização de ajuda humanitária. Assim surgiu a Médicos Sem Fronteiras. Em dezembro de 2017, o MSF estava presente em cerca de 70 países e possuía 36 mil profissionais de diversas áreas atuando voluntariamente <ref>«Médicos Sem Fronteiras - Quem Somos»</ref>

## Princípios
O Humanitarismo se baseia em quatro princípios: 

### Humanidade
O sofrimento humano deve ser combatido a todo custo. Não importando onde ele seja encontrado e prestando uma atenção maior àqueles mais vulneráveis.

### Neutralidade
A ajuda humanitária não pode favorecer nenhum dos lados do conflito armado ou outra disputa.

### Imparcialidade
A ajuda humanitária só pode ocorrer em casos de necessidade, sem discriminação.

### Independência
Objetivos humanitários possuem autonomia sobre objetivos políticos, econômicos, militares e outros.
Esses princípios fazem a distinção entre questões Humanitárias e questões políticas, econômicas, religiosas, ideológicas, militares e etc. Eles evitam que entidades mal-intencionadas usem o humanitarismo como justificativa para cometer atos de natureza duvidosa ou enviesados para benefício próprio.

## Lei Humanitária Internacional
O direito humanitário internacional, também chamado de direito da guerra ou direito do conflito armado, são leis que visam minimizar os danos em conflitos armados. Essas leis surgem de acordos entre governos de países através de tratados e convenções. São exemplos dessas leis os acordos ocorridos nas quatro convenções de Genebra. Dentre os outros acordos que também levaram a criação de leis humanitárias internacionais, estão as convenções :
- A Convenção para a proteção de propriedade cultural em casos de conflito armado de 1954;
- A convenção de armas biológicas de 1972;
- A convenção de armas convencionais e seus 5 protocolos;
- A convenção de armas químicas de 1993;
- A convenção de Ottawa sobre minas antipessoal de 1997;

As leis básicas do humanitarismo vindas da convenção de Genebra são: :
1. Pessoas que estejam fora de combate ou que não desejam participar diretamente nas hostilidades devem ter suas vidas, integridade moral e física preservadas. Sob todas as circunstâncias devem ser protegidas e tratadas de maneira humana sem distinção.[10]
2. É proibido matar ou ferir um inimigo que se renda ou esteja fora de combate.[10]
3. Os feridos ou doentes devem ser acolhidos e tratados pela parte do conflito que os tiver sob seu poder. A proteção também vale para equipes médicas. Os símbolos da Cruz Vermelha devem ser respeitados como símbolos de proteção.[10]
4. Combatentes capturados e civis sob a autoridade de uma parte adversa devem ter suas vidas, dignidade, direitos e convicções respeitados. Eles têm o direito de corresponder com suas famílias.[10]
5. Todos devem ser beneficiados por garantias judiciais fundamentais. Ninguém deve ser culpado por um ato que não cometeu. Ninguém deve ser torturado fisicamente ou mentalmente ou receber tratamento degradante.[10]
6. As partes em conflito não podem se utilizar de meios ou armamento que provoque perdas desnecessárias ou sofrimento em demasia.[10]
7. As partes em conflito devem distinguir civis e combatentes de modo a poupar a população e as propriedades. A população civil não pode ser alvo de ataques, estes devem ser direcionados unicamente a alvos militares.[10]

O cumprimento dessas leis nem sempre é seguido pelos países combatentes. Isso ocorre, principalmente, pela dificuldade de se aplicar essa legislação em tempos de guerra. Entretanto, a violação dessas leis pode levar o combatente insubordinado a um estado chamado de "combatente transgressor da lei", nesse caso, o combatente perde alguns dos direitos garantidos pela convenção de genebra, podendo ser atacado ou preso indefinidamente sem julgamento.

## Humanitarismo Digital
Organizações humanitaristas vêm adotando o uso da TICs (Tecnologias da Informação e Comunicação) para tornar a ajuda humanitária mais eficiente. As TICs têm tido um papel mais central e crucial no auxílio em regiões onde populações tenham sido afetadas por conflitos ou tenham sido vítimas de desastres ambientais. Elas permitem que tanto os agentes humanitários quanto as vítimas possam se comunicar, transmitir informações sobre locais mais afetados, investigar possíveis problemas e elaborar soluções, avisar sobre possíveis abusos das autoridades locais, e etc.

### Código do Sinal
Há uma grande discussão entre humanitaristas sobre como tornar mais justo, igualitário e eficiente o acesso às TICs e como elas devem ser regulamentadas para que não haja violação à liberdade e à igualdade dos seres humanos. O 'Código do Sinal, surgiu devido a essa necessidade de regulamentação, através do direito, da condução de atividades de informação humanitárias. Ele foi criado por um grupo de pesquisadores de Iniciativa Humanitária de Harvard (IHH), e descreve o que são atividades de informação humanitárias e os cinco tópicos fundamentais resultantes da aplicação dos direitos humanos internacionais as atividades de informação humanitárias.
De acordo com o Código do Sinal, atividades de informação humanitárias (AIHs) são definidas como:
| “ | Atividades e programas que podem incluir a coleção, armazenamento, processamento, análise, uso posterior, transmissão e lançamento público de dados e outras formas de informação por agentes humanitários e/ou comunidades afetadas. AIHs também incluem o estabelecimento e desenvolvimento de capacidades de comunicações e infraestrutura por socorrista e/ou populações. Essas atividades ocorrem como parte da ação humanitária através do ciclo de resposta e inclui, mas não estão limitadas, a melhoria do conhecimento da situação; prontidão e mitigação do desastre; desenvolvimento e avaliação da intervenção; conectando populações e umas as outras e a ações de respostas; e dando suporte as operações em curso, incluindo a entrega de assistência. | ” |

Os cinco direitos humanos relacionados à informação e a AIHs durantes situações de guerra descritos pelo Código do Sinal:

#### Direito à Informação
Acesso à informação durante crises, como também aos meios de comunicação, é uma necessidade humanitária básica. Logo, todas as pessoas e populações tÊm um direito fundamental de gerar adquirir, transmitir e beneficiar de informação durante crises. O direito a informação durante crises existe em cada fase da crise, independente da localização geográfica, política, cultural, contexto operacional ou suas gravidades.

#### Direito à Proteção
Todas as pessoas tem o direito a proteção da sua vida, liberdade e segurança para ameaças e danos em potencial resultantes direta ou indiretamente do uso de TICs ou dados que pertençam a  eles. Esses danos ou ameaças incluem fatores e instâncias que impactam ou podem impactar a segurança da pessoa, status social, e respeito aos seus direitos humanos.

#### Direto a Privacidade e Segurança dos Dados
Todas as pessoas tem o direito de ter suas informações pessoais tratadas de maneiras consistentes com padrões legais; éticos; e técnicos, aceitos internacionalmente, de privacidade e proteção dos dados. Qualquer exceção a privacidade e proteção durante crises onde atuam humanitaristas deve ser aplicada de maneiras consistentes com os direitos humanos internacionais e a lei humanitarista e padrões.

#### Direito ao Propriedade dos Dados
Todos têm o direito a propriedade sobre a coleção, uso, e exposição das suas informações identificáveis pessoalmente (IPI) e a agregar dados que incluem suas informações pessoais, como
uma informação identificável demograficamente (DII). Populações tem o direito de serem razoavelmente informadas sobre atividades de informação durante todas as fases da aquisição e uso de suas informações. O direito a propriedade dos dados corresponde ao direito a proteção contra experimentação não consensual, e inclui os conceitos de consentimento informado, participação e notificação da coleção de dados e seus usos.

#### Direito a Retificação e Ressarcimento
Todas as pessoas tem direito a retificar dados demonstravelmente falsos, incorretos ou incompletos coletados sobre eles. Como parte desse direito, indivíduos e comunidades tem o direito a estabelecer a existência e acessar os dados pessoais coletados sobre eles. Todas as pessoas têm o direito de ressarcimento das partes relevantes quando dano foi causado como resultado de dados coletados sobre eles ou a maneira na qual dados pertencentes a eles foram coletados, processados ou utilizados.